# Jardín de macetas

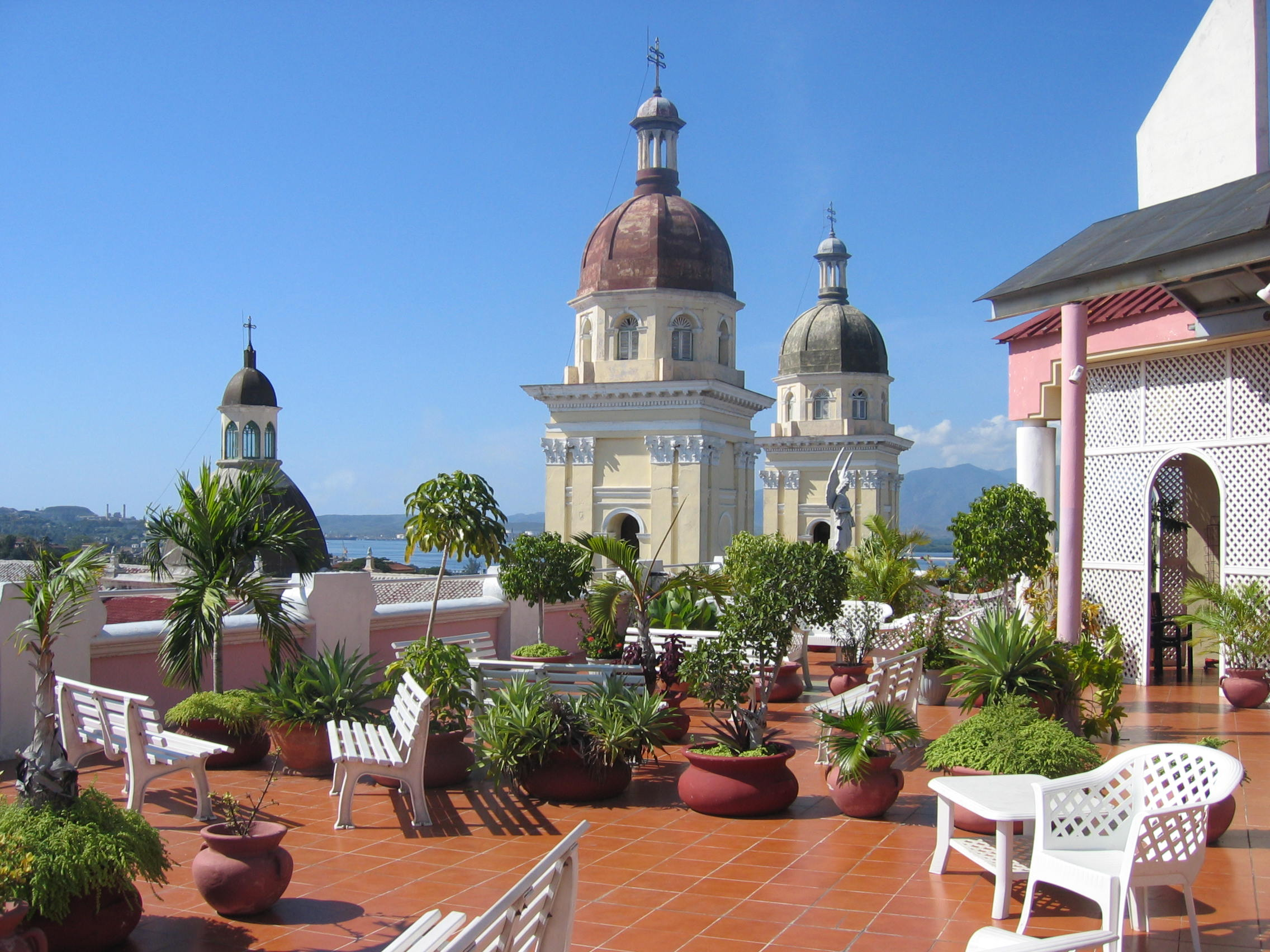
Terraza del Hotel Casa Grande en Santiago de Cuba

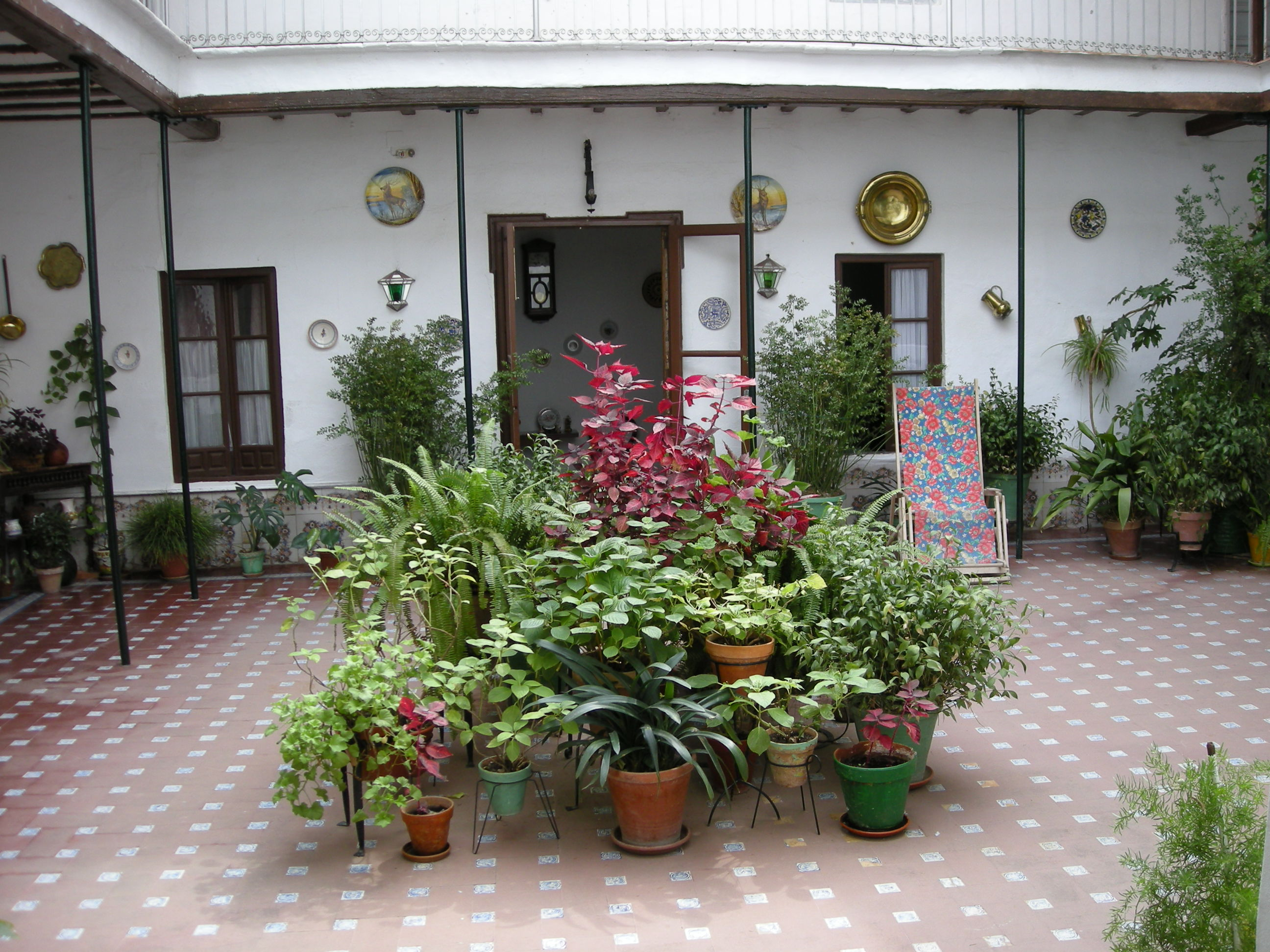
Patio en Córdoba, España

Un jardín de macetas es la práctica de cultivar plantas exclusivamente en contenedores o "macetas" , en vez de plantarlos en la tierra directamente. En algunos casos, este método de cultivo se utiliza con propósitos ornamentales. También es útil en zonas donde el suelo es inadecuado para la especie que se quiere plantar, o para obtener cosecha. Un espacio limitado es otro factor a tener en cuenta para plantearse la creación de un jardín en macetas o contenedores.

Muchos tipos de plantas son adecuadas para macetas; sean ornamentales, de flor u hojas decorativas, hierbas, aromáticas, o incluso árboles de pequeño porte. Aunque este tipo de cultivo no está exento de los problemas típicos del que se realiza en el suelo, tiene ciertas ventajas:
- Menos riesgo de contraer enfermedades que se transmitan por el suelo.
- Se eliminan los problemas de las malas hierbas.
- Movilidad: lo que da más control sobre la humedad, la luz del sol, la temperatura a la que está expuesta la planta.

Las macetas pueden ser de barro cocido o de plástico, de un tamaño de tazas de té a grandes contenedores con sistemas de irrigación automáticos complejos. La flexibilidad en el diseño es otra razón de porqué las macetas son tan populares entre los horticultores. Se pueden ubicar en porches, escaleras, patios, orangeries, en localizaciones urbanas, en tejados.

## Trasplante

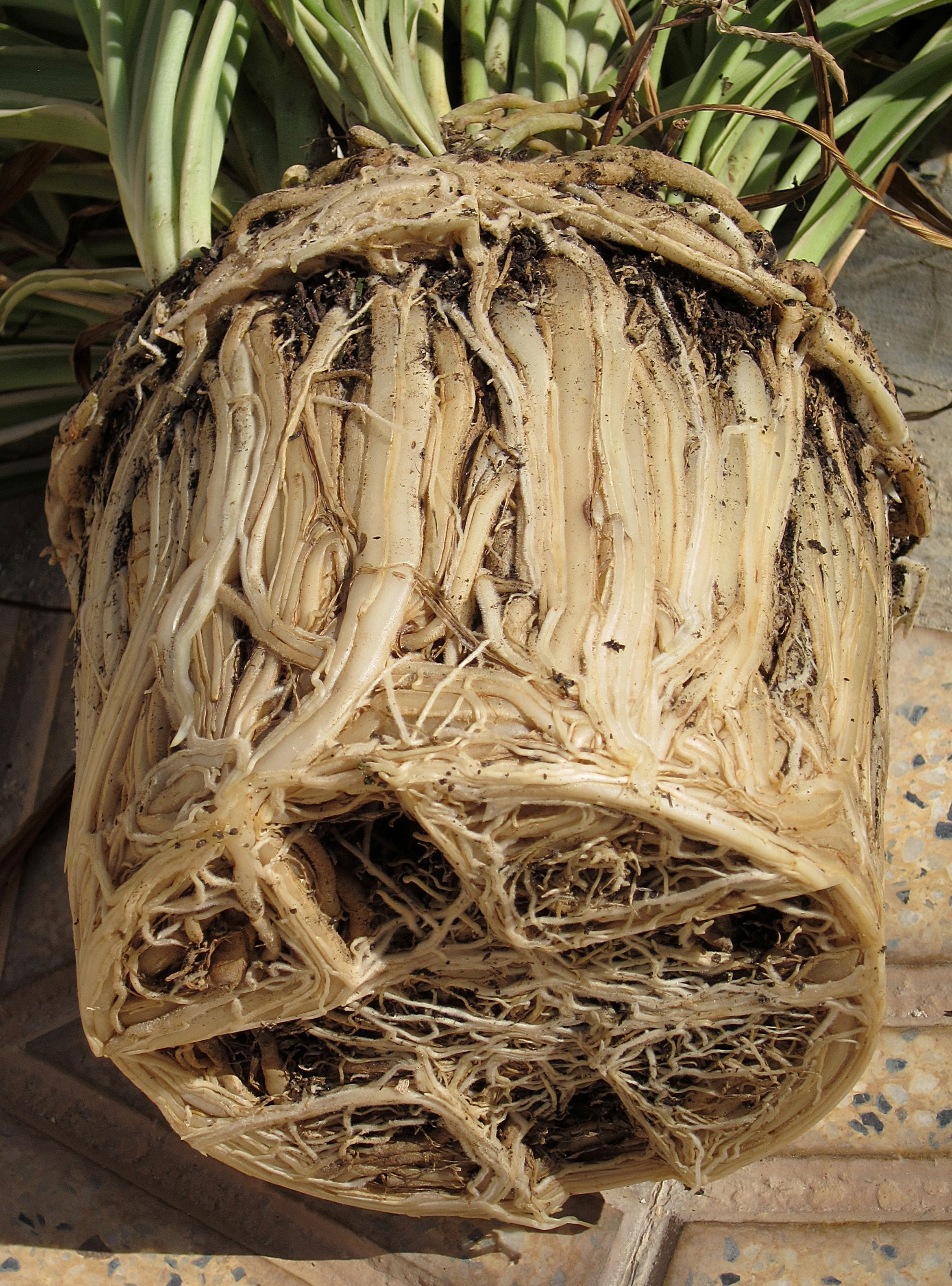
Un Chlorophytum comosum cuyo sistema radicular ha agotado el espacio de la maceta

El trasplante de una planta de una maceta a otra mayor es una operación frecuente para sanear y estimular el sistema radicular. En este procedimiento se mantienen las raíces principales y pueden recortarse las secundarias. Se utilizan macetas en las que quepa holgadamente el sistema radicular de la planta y se le añade nuevo sustrato. La mayoría de las plantas se cambian de maceta regularmente para evitar que agoten el espacio disponible y dejen de crecer.